# Кортини, Пауль
Пауль Кортини (нем. Paul Korth-Cortini; 6 апреля 1890, Тильзит, Восточная Пруссия — 14 ноября 1954, Копенгаген) — немецкий маг и иллюзионист. Выступал под именем «Кортини» или «Корт-Кортини».

## Биография
Родился в восточнопрусском городе Тильзите. Ещё будучи подростком, он начал интересоваться магией. Обучался на пекаря-кондитера, но в конце Первой мировой войны стал профессиональным фокусником. В 1930-е годы он был очень известным магом — «Королём монет» в Германии и США. Иллюзионист ловил монеты, которые возникали из как бы из воздуха и падали в специально подставленное ведерко из-под шампанского. Этот номер получил название — «Сон бедняка». Слава пришла к нему под прозвищем — «человек со ста тысячами долларов». Считается изобретателем трюков и иллюзий, связанных с качелями. Скончался Кортини от инсульта прямо на сцене во время своего выступления. Это произошло в Копенгагене в 1954 году.

## Признание
В честь Кортини в Кёнигсберге была выпущена памятная медаль.